# Доброковский, Мечислав Васильевич
Мечислав Васильевич Доброковский (Войцехович) (25 мая [6 июня] 1895, Петроковская губерния — 1 июля 1938, Бутовский полигон, Московская область) — советский художник-график, занимавшийся книжной и журнальной иллюстрацией и плакатом, а также эпизодически — живописью.

## Биография
Родился в местечке Видзы Петроковской губернии Российской империи (ныне Польша), в семье станового пристава. Переехал в Санкт-Петербург, где окончил Петергофскую гимназию Императора Александра II, а также Школу прапорщиков по Адмиралтейству по I разряду.
До 1915 года учился в Военно-медицинской академии. Во время Первой мировой войны был призван, служил на Балтийском флоте в чине мичмана. В 1915—1917 годах жил в Гельсингфорсе (ныне Хельсинки, Финляндия). В 1918 году участвовал в Ледовом походе Балтийского флота в Петроград.
В Петрограде подал рапорт с просьбой о переводе в более тёплый климат в связи с состоянием здоровья и был переведён из Балтийского флота в Каспийский. В 1920—1921 годах жил в персидском Реште, где была провозглашена Гилянская советская республика и куда Доброковский был направлен в качестве «лектора Персармии» (Персидской Красной армии). Там он работал журналистом в местной газете «Красный Иран» и журнале «Моряк», публиковал рисунки и карикатуры. Дружил с другим «лектором Персармии», поэтом Велимиром Хлебниковым.
После расформирования Гилянской советской республики переехал во Владикавказ вместе с Персармией. Там рисовал с натуры, работал в газете «Горская правда» и журнале «Горская мысль».
Весной 1922 года переехал в Москву, где публиковался в газете «Красный воин» (1922—1923) и журнале «Юный коммунист». С 1923 года работал в журнале «Безбожник у станка» в качестве постоянного сотрудника.
В 1923—1924 годах учился во ВХУТЕМАСе в Москве у Дмитрия Моора. В начале 1930-х годов учился в ИНПИИ в Ленинграде, а также печатался в газете одной из секций Коминтерна, газете «Рулон» местного комитета «Известий», стенгазетах Рязанского трамвайного парка и философского факультета МГУ.
В 1932 году, работая для «Известий», писал плакаты, шаржи и лозунги и оформлял выступления агитбригады на Кондопожской бумажно-целлюлозной фабрике. В середине 1930-х работал для журнала «Крокодил» и создал серию пейзажей Касимова.
В 1938 году стал жертвой Большого террора: 4 марта арестован по обвинению в «шпионаже по поручению контрреволюционной шпионско-террористической польской организации», 19 мая приговорён к расстрелу, 1 июля расстрелян на Бутовском полигоне, захоронен там же. Реабилитирован в октябре 1957 года.

## Деятельность
Ранние работы выполнены в стиле английских художников-маринистов, более поздние находились под влиянием футуризма, а окончательно его стиль сформировался в 1930-х годах.
Член Общества художников-станковистов (ОСТ; 1925—1927), участник 1-й и 3-й выставок ОСТа.
Член-учредитель объединения «Октябрь» (1928—1930), являлся его главревкомом.
Иллюстрировал книги:
- «В горах Кавказа. 1917—1920» А. Костерина,
- «Алая нефть» А. Костерина (1923),
- «Чудо-рыба» Н. Комколова (1928),
- «Лесное озеро» Н. Плавильщикова (1929),
- «Ухабы» А. Новикова-Прибоя (1930)

и другие.
Делал обложки для журналов «Даешь» (№ 3, 1929) и «Бригада художников» (№ 5-6, 1931).
Создал плакаты «Каве-кузнец» (1921), «Песня коллектива» (1928), «Мы идем на всех парах по пути индустриализации к социализму» (1931).
Оформлял Персидский кабинет Института востоковедения им. Т. Нариманова.
По воспоминаниям А. Костерина, Доброковский создал рисунок горца, который «возможно, послужил основой для изображённого Е. Лансере всадника, который, размноженный в миллионах экземпляров, до сих пор „скачет“ на папиросных коробках „Казбек“».
Участвовал в выставках:
- Первая Государственная передвижная выставка картин (1925, Москва, Саратов, Сталинград, Казань, Нижний Новгород),
- Всемирная выставка (1925, Париж),
- Первая Выставка графики (1926, Москва),
- Международная выставка «Искусство книги» (1927, Лейпциг, Нюрнберг),
- Выставка приобретений Государственной Комиссии по приобретениям произведений изобразительных искусств (1928, Москва),
- Современное книжное искусство на Международной выставке прессы (1928, Кельн),
- Выставка русского искусства (1929, Винтертур, Швейцария),
- Вторая передвижная выставка (1930, Нижний Новгород, Казань, Свердловск, Пермь, Уфа, Самара, Саратов, Пенза),
- Первая выставка объединения «Октябрь» (1930, Москва),
- Выставка графики, рисунка, плаката и книг (1930, Данциг),
- «Плакат на службе пятилетки» (1932, Москва),
- «Карикатура на службе социалистического строительства» (1932, Москва)

и других.

## Семья
Сыновья — Каспий и Велемир.
Велемир Доброковский (25.03.1926—26.11.2002) — архитектор, соавтор станций Московского метрополитена «Киевская» Арбатско-Покровской линии, «Университет».

## Награды
- Георгиевская медаль 4-й степени[2].
- Золотая медаль и диплом на Всемирной выставке-1925 в Париже за плакат[2].